# Hemigrammocharax
Genre
Hemigrammocharax est un genre invalide de poissons d'eau douce téléostéens de la famille des Distichodontidae (ordre des Characiformes). 
Les espèces du genre Hemigrammocharax ont été reclassées dans le genre Nannocharax, à l'exception de Hemigrammocharax olbrechtsi dans le genre Congocharax. Dès lors le genre Hemigrammocharax ne contient plus aucune espèce.